# Robot Woman 2
Albums de Mother Gong
Robot woman
(1981) Robot woman 3
(1986)
Robot woman 2 est le troisième album studio de Mother Gong sorti en 1982.
Il a été enregistré dans le North Devon, sauf The Moving Walkaway qui fut enregistré dans une pyramide verte dans un champ au pays de Galles. À noter, la présence du batteur Guy Evans, du groupe Van Der Graaf Generator. 
Toutes les chansons sont de Gilli Smyth et Harry Williamson.

## Liste des titres
| No  | Titre                    | Durée |
| --- | ------------------------ | ----- |
| 1.  | Suggestive Station       |       |
| 2.  | This Train               |       |
| 3.  | I Wanna Be With You      |       |
| 4.  | The Moving Walkaway      |       |
| 5.  | The Upwardly Mobile Song |       |
| 6.  | Tigers Or Elephants      |       |
| 7.  | Mirror                   |       |
| 8.  | You Can Touch The Sky    |       |
| 9.  | 1999                     |       |
| 10. | Crazy Town               |       |
| 11. | Angry Song               |       |
| 12. | Looking For              |       |
| 13. | Leotards                 |       |

## Musiciens
- Gilli Smyth : chant
- Giles Perring : guitare, chant
- Harry Williamson : basse, guitare, piano, synthétiseur, chant, chœurs
- Dayne Cranenburgh : basse
- Mo Vicarage : claviers
- Ermano Ghizio-Erba : batterie
- Guy Evans : batterie
- Didier Malherbe : flûte
- Claire Jones : chant, chœurs
- Toni : chœurs